# شكل (منطق)
الشكل عند المنطقيين هو هيئة نسبة الحد الأوسط إلى الحدين الآخرين أي الأصغر والأكبر كنسبة المتغير إلى العالم والحادث في قولك العالم متغير وكل متغير حادث.